# Flight International
Flight International (původně pouze Flight) je časopis věnovaný světovému letectví vycházející ve Spojeném království. Založen byl v roce 1909 jako „žurnál věnovaný zájmům, provozování a rozvoji letectví a letecké dopravy“ a je celosvětově nejstarším nepřetržitě vycházejícím zpravodajským časopisem o letectví. Členové jeho redakce a korespondenti po celém světě pokrývají tematiku leteckého průmyslu a provozu v oblasti letecké dopravy, obchodního a vojenského letectví, všeobecného letectví a kosmických letů. Články zahrnují průřezové pohledy na letadla, jimiž časopis proslul, letové zkoušky nových letadel, zprávy o letadlech ve službě, a rozbory jednotlivých oblastí letectví.
Vydavatelem je společnost Reed Business Information Ltd., součást skupiny RELX Group. Mezi konkurenty patří Jane's Information Group a Aviation Week.
V polovině 20. let 20. století byl součástí časopisu Flight i spřízněný žurnál The Aircraft Engineer & Airships.
Flight, od 4. ledna 1962 přejmenovaný na Flight International, původně vycházel s týdenní periodicitou, od září 2020 vychází měsíčně.
Bývalými šéfredaktory, a přispěvateli, časopisu Flight byli například Bill Gunston a John W. R. Taylor.

## Řezy
Od konce 20. let Flight proslul publikováním vysoce podrobných ilustrací letadel v řezu, které se staly známými jako Flight Cutaways (řezy Flightu) nebo Micro-cutaways (mikrořezy). Jejich průkopníkem byl Max Millar, tehdy hlava grafického oddělení, a známými umělci působícími na tomto poli byli Arthur Bowbeer, Frank Munger a John Marsden, kteří mezi lety 1946 až 1994 vyprodukovali několik set těchto řezových ilustrací.
Podle časopisu Flight je účelem takovýchto řezů informovat profesionály v oblasti letectví o nejnovějším vývoji v oblasti civilního i vojenského letectví a leteckých motorů, a to celosvětově a v nekompromisním detailu, a tyto ilustrace jsou globálně uznávaným produktem, který slouží jako vzor přesnosti a detailu.
Archiv Flightglobal obsahuje více než 1100 řezových pohledů vojenských i civilních letadel, kosmické techniky a leteckých motorů, v rozsahu od zeppelinů a Wright Flyer až po F/A-18 Super Hornet a Airbus A380. Současnými technickými ilustrátory Flight International jsou  Tim Hall, Giuseppe Picarella a Tim Bicheno-Brown.

## Flight Daily News
Flight Daily News je deník vycházející dočasně v průběhu nejvýznamnějších přehlídek leteckého průmyslu, jimiž jsou Mezinárodní aerosalon ve Farnborough, Pařížský aerosalon, Asian Aerospace a Dubai Airshow, na nichž reprezentuje Flight International a informuje o jejich průběhu. 
V roce 2007 Flight Daily News získaly třetí po sobě následující rok ocenění Royal Aeronautical Society a World Development Forum pro nejlepší denní publikaci vycházející v průběhu aerosalonů, což se žádné jiné publikaci nepodařilo.
Sesterskou publikací jsou Flight Evening News, které začaly vycházet na konferenci National Business Aviation Association v Las Vegas roku 2004. Zatímco ostatní časopisy vycházející na konferencích tradičně vycházejí ráno a pokrývají informace z předchozího dne, jediné Flight Evening News jsou publikovány jako večerník pokrývající události proběhlého dne, pod marketingovým sloganem „dnešní zprávy dnes“.
Flight Evening News vycházejí během konferencí NBAA a jejich evropského ekvivalentu, European Business Associations' Convention and Exhibition (EBACE).

## Archivní čísla
Starší vydání časopisu, od roku 1909 do poloviny 90. let 20. století, jsou ve formátu PDF volně dostupná pro vyhledávání a prohlížení v archivu Flightglobal.